# International Race of Champions 1976/1977
International Race of Champions 1976/1977 (IROC IV) kördes över fyra omgångar med A.J. Foyt som mästare.

## Delsegrare
| Datum        | Bana      | Vinnare         |
| ------------ | --------- | --------------- |
| 18 september | Michigan  | Buddy Baker     |
| 16 oktober   | Riverside | Bobby Unser     |
| 17 oktober   | Riverside | Cale Yarborough |
| 18 februari  | Daytona   | Cale Yarborough |

## Slutställning
| Plats | Förare            | Dollar |
| ----- | ----------------- | ------ |
| 1     | A.J. Foyt         | 50000  |
| 2     | Cale Yarborough   | 25000  |
| 3     | Bobby Unser       | 23000  |
| 4     | Johnny Rutherford | 20000  |
| 5     | Buddy Baker       | 18000  |
| 6     | Richard Petty     | 15000  |
| 7     | Al Holbert        | 13000  |
| 8     | Al Unser          | 10500  |
| 9     | David Pearson     | 10500  |
| 10    | Jody Scheckter    | 5000   |
| 11    | Gordon Johncock   | 5000   |
| 12    | James Hunt        | 5000   |